# Ivașkivți, Zbaraj
Ivașkivți (în ucraineană Івашківці) este un sat în comuna Zalujjea din raionul Zbaraj, regiunea Ternopil, Ucraina.

## Demografie
Componența lingvistică a localității Ivașkivți
     Ucraineană (100%)
Conform recensământului din 2001, toată populația localității Ivașkivți era vorbitoare de ucraineană (100%).